# 아무르주 (러시아 제국)

아무르주의 문장

아무르주의 지도

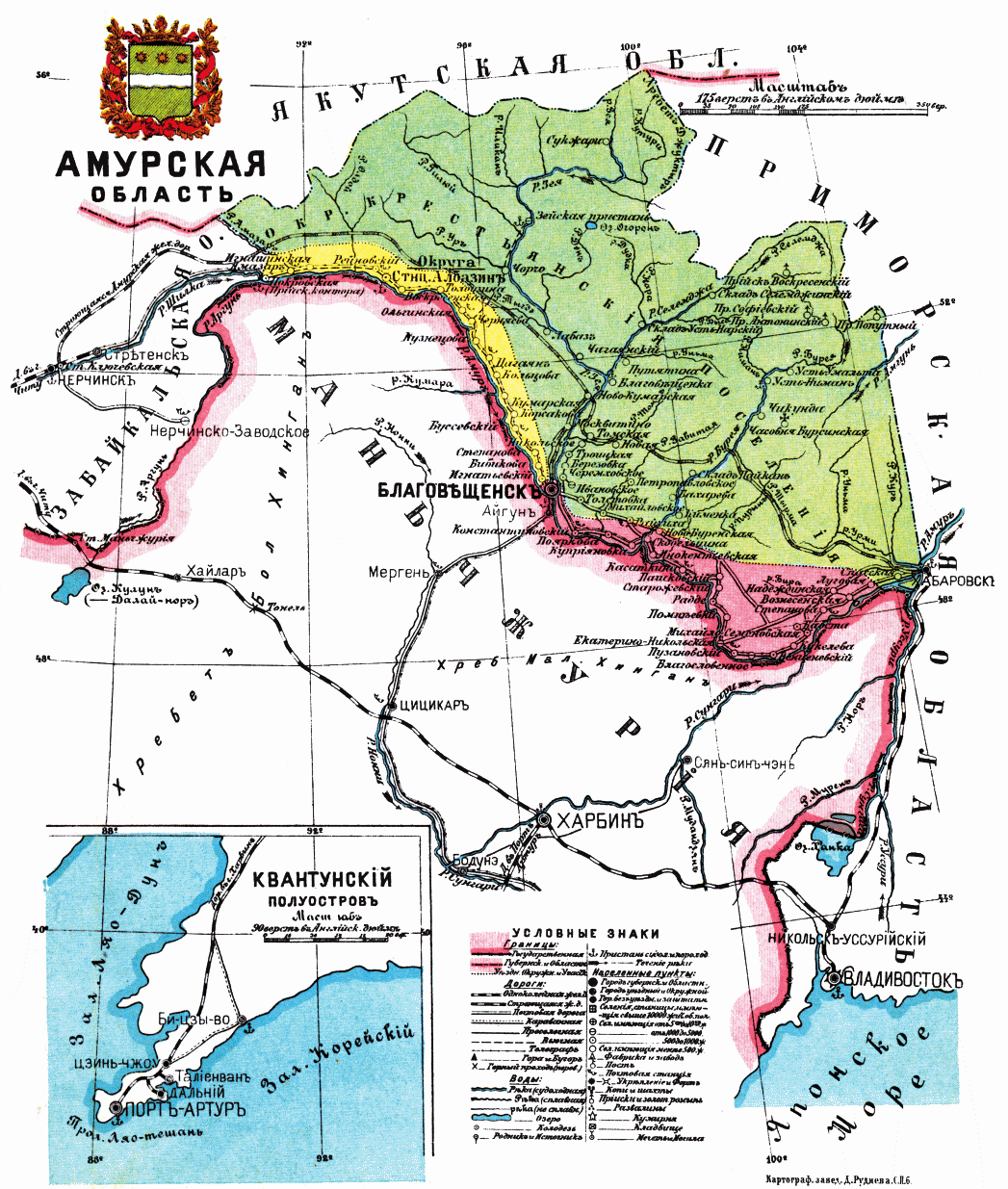
아무르주

아무르주(러시아어: Амурская область)는 1858년부터 1917년까지 존재했던 러시아 제국의 주로 주도는 블라고베셴스크이며 면적은 449,500km2, 인구는 120,306명(1897년 당시 기준)이다. 1858년 프리모르스키주에서 분리되어 신설되었다.